# Отважный (Краснодарский край)
Отважный — посёлок в Выселковском районе Краснодарского края России.
Входит в состав Газырского сельского поселения.

## География
В посёлке на 2019 год имеются три улицы — Пушкина, Советская, Чапаева и две территории — Северная и Советская, высота центра селения над уровнем моря — 66 м, расположен примерно в 126 километрах (по шоссе) к северо-востоку от Краснодара на реке Рыбная (бассейн реки Бейсуг).

## Население
| 2002 | 2010 |
| ---- | ---- |
| 246  | ↘209 |